# 564
Cette page concerne l'année 564  du calendrier julien. Pour l'année 564 av. J.-C., voir 564 av. J.-C.
L'année 564 est une année bissextile qui commence un mardi.

## Événements
- Stèle de Tulum[1].